# Palfuria
Genre
Synonymes
- Hermipella Lessert, 1936

Palfuria est un genre d'araignées aranéomorphes de la famille des Zodariidae.

## Distribution
Les espèces de ce genre se rencontrent en Afrique australe et en Afrique de l'Est.

## Liste des espèces
Selon World Spider Catalog (version 17.5, 19/10/2016) :
- Palfuria caputlari Szüts & Jocqué, 2001
- Palfuria gibbosa (Lessert, 1936)
- Palfuria gladiator Szüts & Jocqué, 2001
- Palfuria harpago Szüts & Jocqué, 2001
- Palfuria helichrysorum Szüts & Jocqué, 2001
- Palfuria hirsuta Szüts & Jocqué, 2001
- Palfuria panner Jocqué, 1991
- Palfuria retusa Simon, 1910
- Palfuria spirembolus Szüts & Jocqué, 2001

## Publication originale
- Simon, 1910 : Arachnoidea. Araneae (II). Zoologische und anthropologische Ergebnisse einer Forschungsreise im Westlichen und zentralen Südafrika. Denkschriften der Medicinisch-naturwissenschaftlichen Gesellschaft zu Jena, vol. 16, p. 175-218 (texte intégral).